# 平等主义者
平等主义者是起源于蒙昧时代的个体符号名称，以实现平等为最大理想及唯一目标，包括所有生命持有物的平等。
平等主义者的思想来源于自然赋予，不是一种被创造，而是自然的一种核心本原。